# Luci Ploci Gal
Luci Ploci Gal (llatí: Lucius Plotius Gallus) era un romà nascut a la Gàl·lia Cisalpina. Va ser la primera persona que va obrir una escola a Roma amb el propòsit d'ensenyar llatí i retòrica, aproximadament l'any 88 aC.
Ciceró en la seva joventut el va conèixer, i sembla que volia assistir a la seva escola per instruir-se en llatí, però els seus amics el van dissuadir perquè el grec "era un millor entrenament per a l'intel·lecte". Va viure fins a una edat avançada i va ser considerat pels autors posteriors com un dels pares de la retòrica romana. Va escriure De Gestu, i alguns discursos judicials per altres persones, com ara Luci Semproni Atratí, acusador de Marc Celi Rufus.